# شهرستان اتسکوزا (تگزاس)
اتسکوزا (به انگلیسی: Atascosa) شهرستانی در ایالت تگزاس است. در سرشماری سال ۲۰۰۰، جمعیت این شهرستان ۳۸٬۶۲۸ نفر اعلام شد. مرکز اتسکوز شهر جردن‌تاون است. شهرستان اتسکوزا در سال ۱۸۵۶ تأسیس شد.

## جغرافیا
طبق اداره آمار آمریکا، این شهرستان مساحتی در حدود ۳٬۲۰۰ کیلومتر مربع دارد.

## نگارخانه

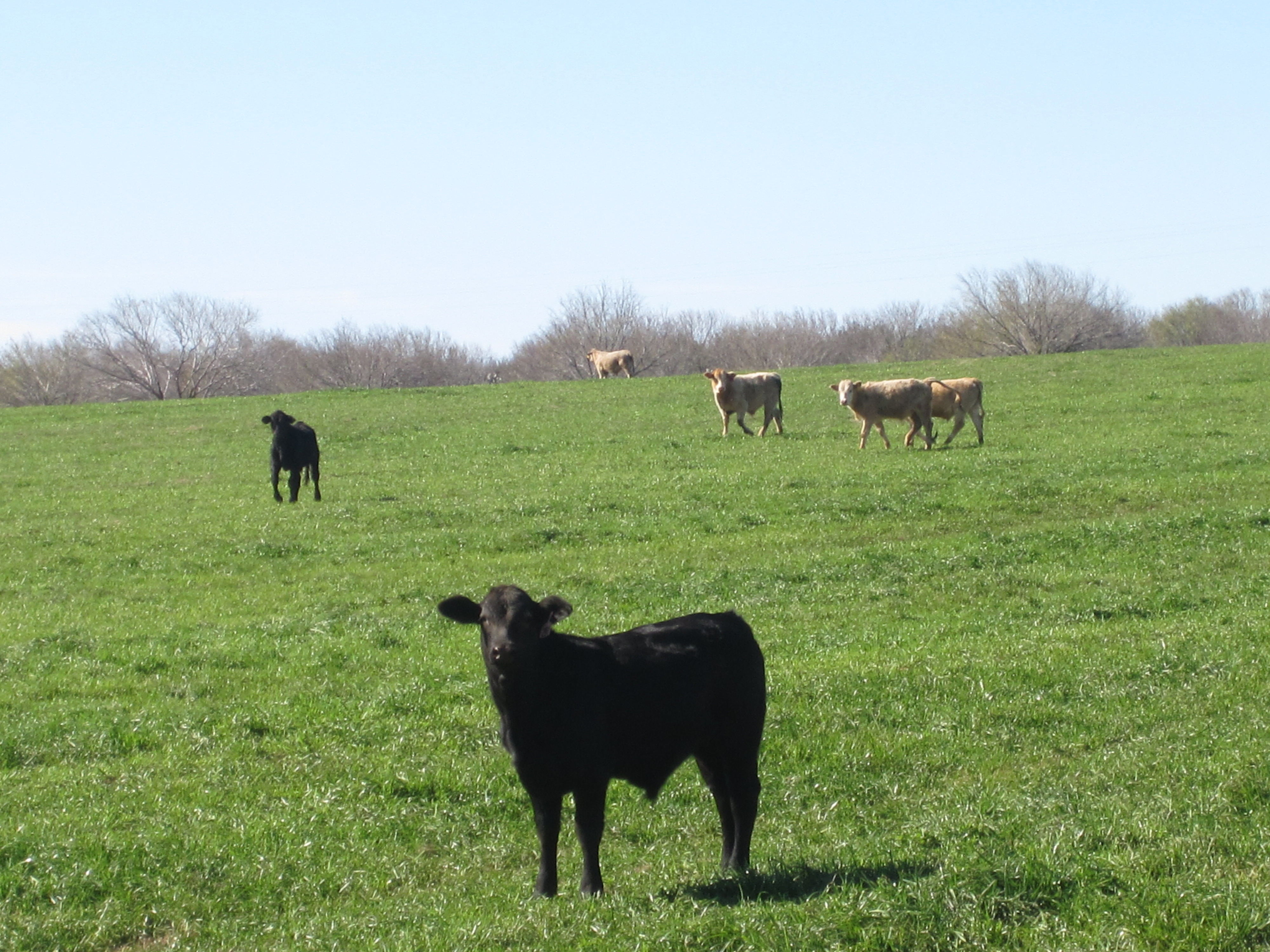
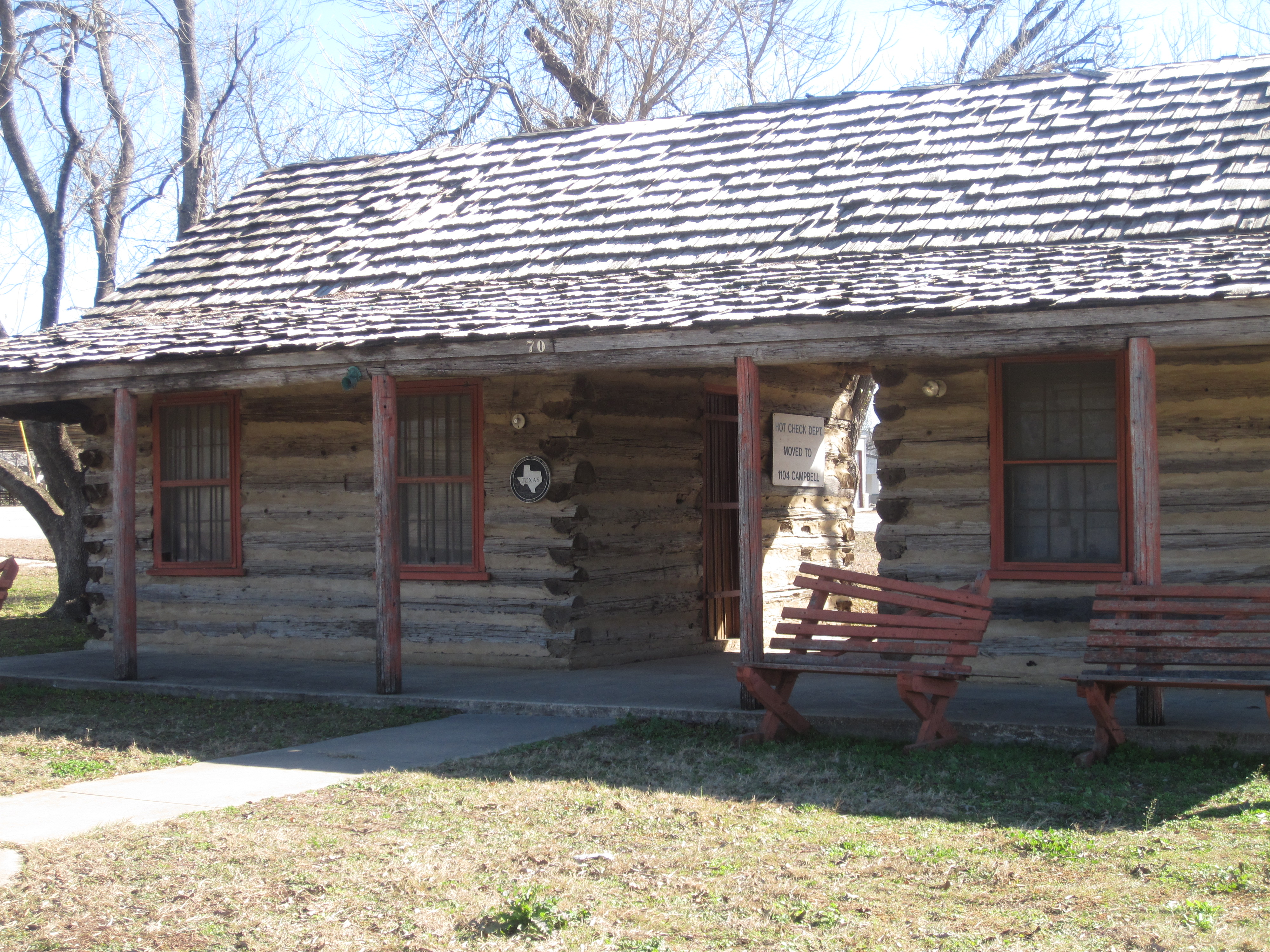
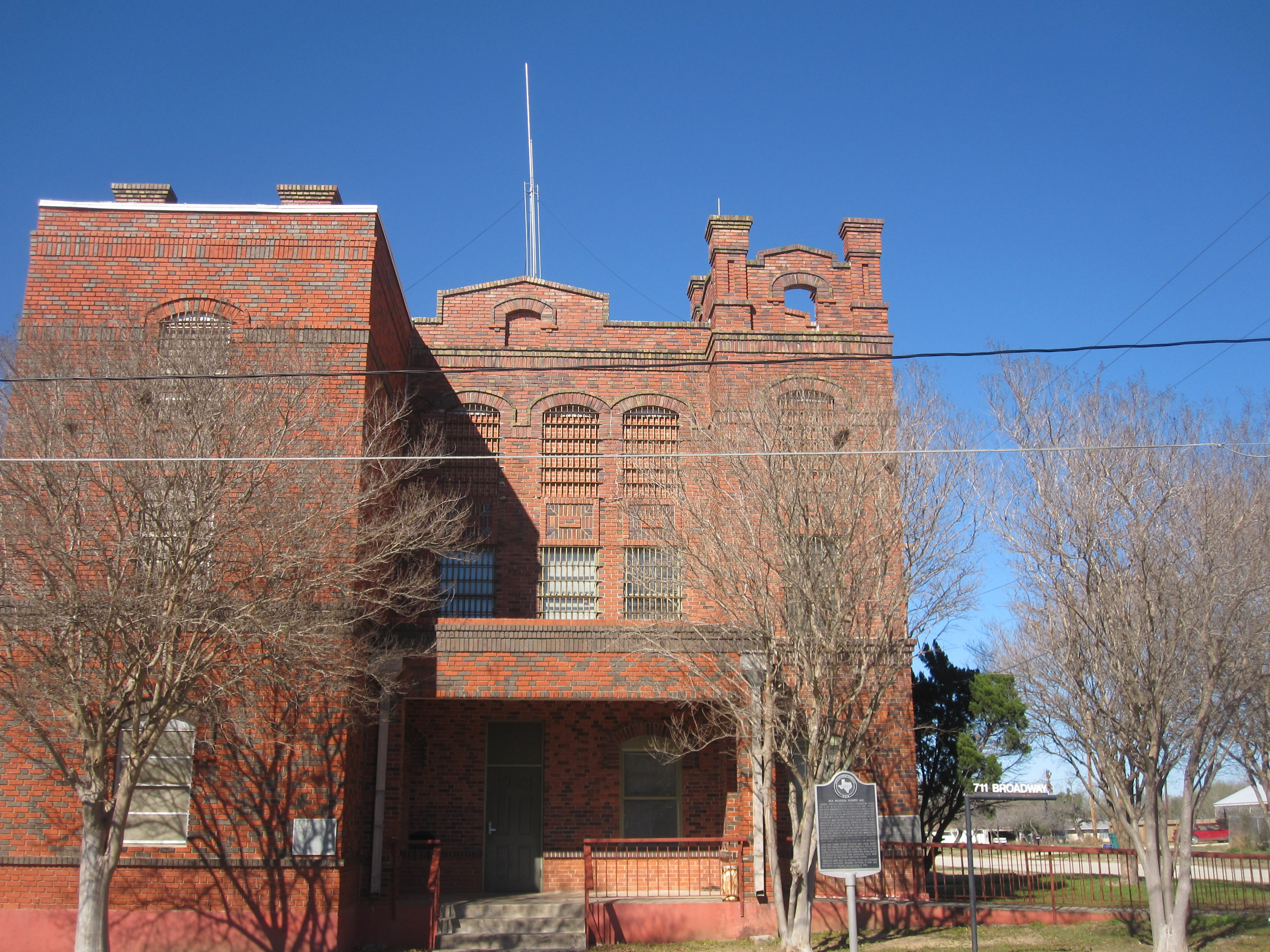
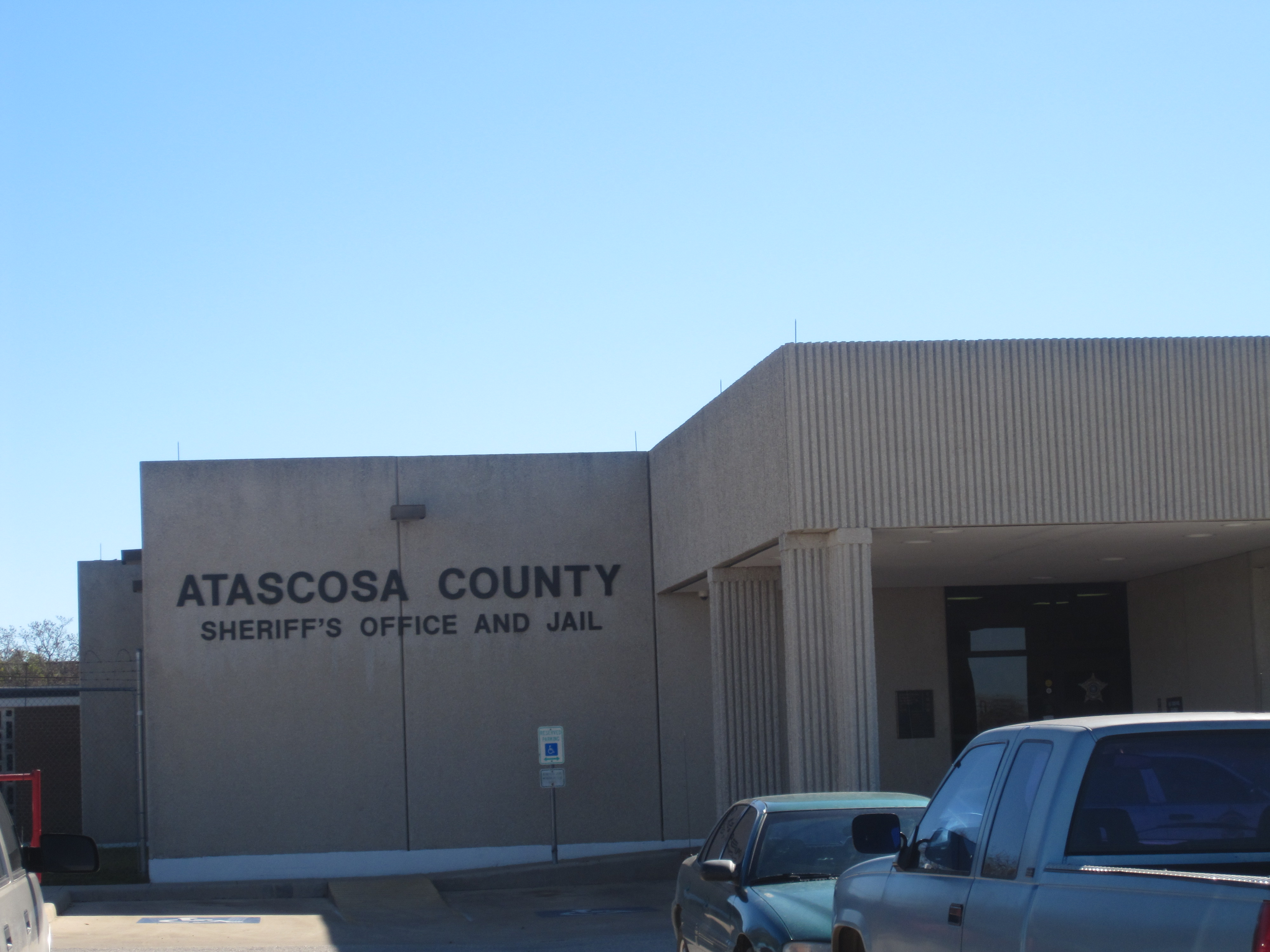
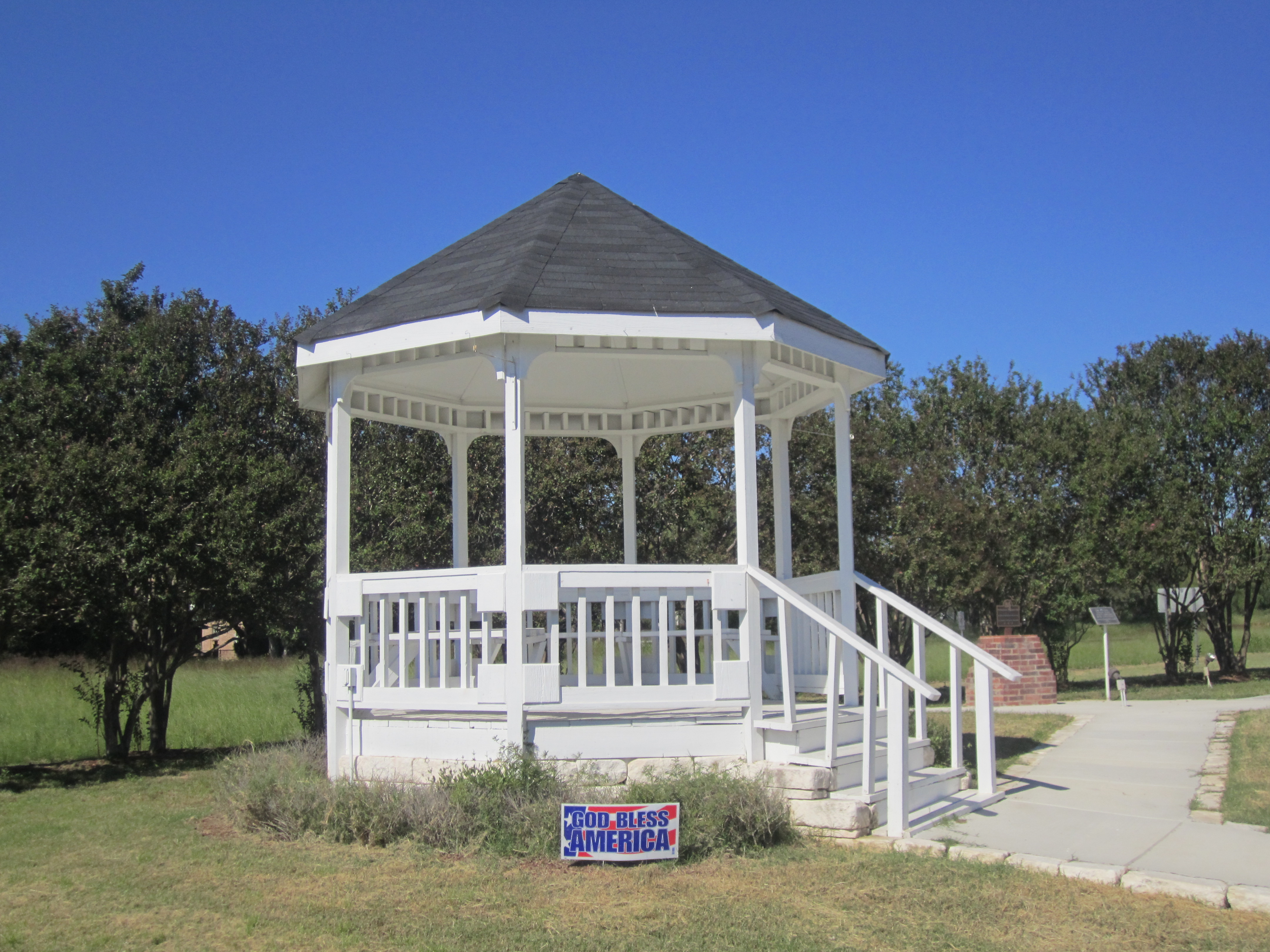
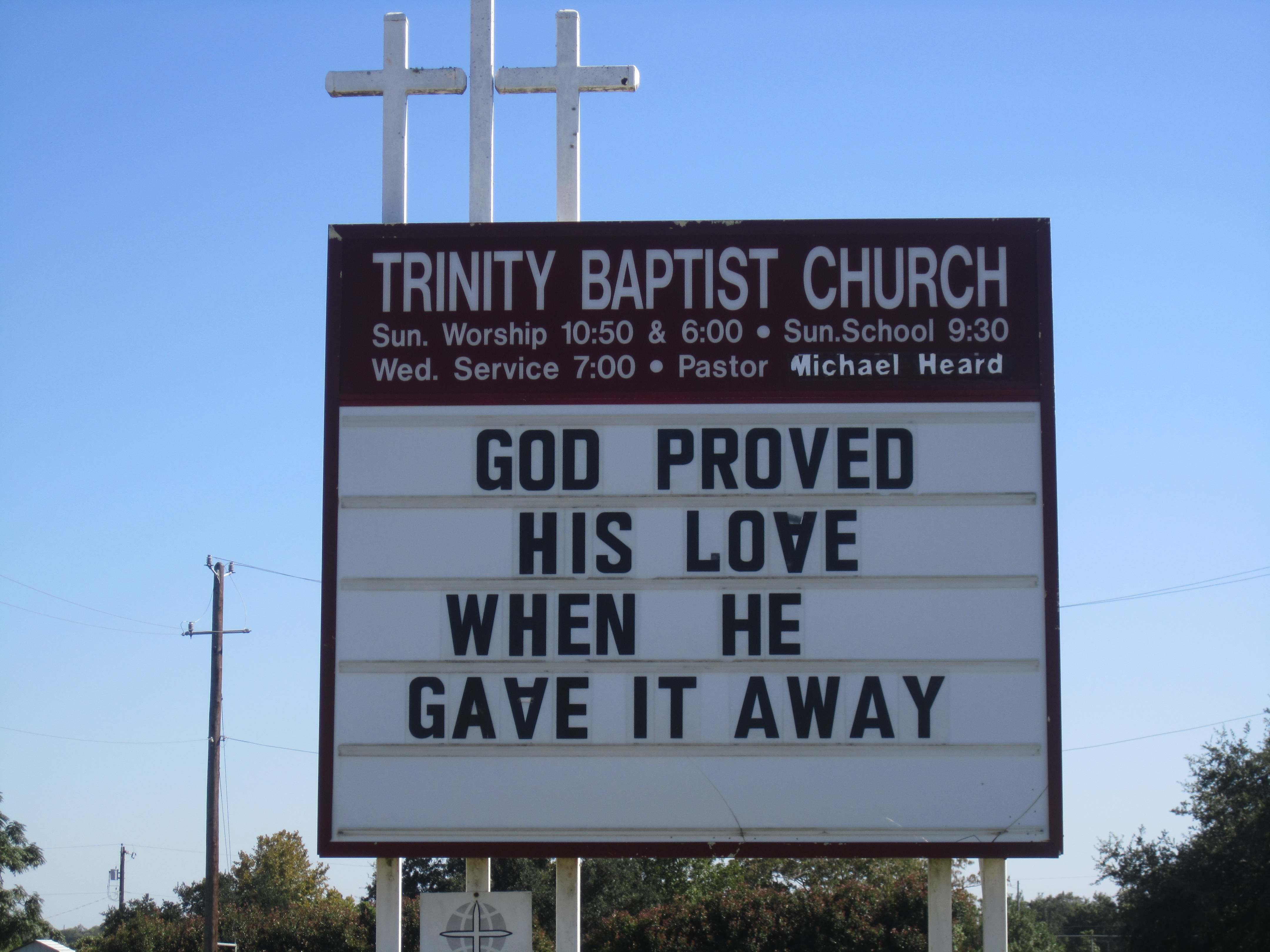

### شهرها
- جردن‌تاون
- شارلوت
- پیلیزنتون
- پاتیت